# Atmospheric diving suit

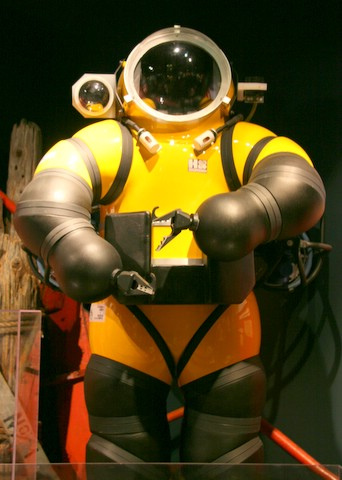
Exemplar de ADS.

Atmospheric diving suit, ou ADS, é um submersível antropomórfico articulado para uma pessoa, semelhante a uma armadura, com elaboradas articulações de pressão que propiciam movimento enquanto mantêm uma pressão interna de uma atmosfera. O ADS pode ser usado para mergulhos de grandes profundidades de mais de  2 300 pés (700 m) por várias horas, eliminando a possibilidade de ocorrência da maioria dos perigos físicos associados à atividade, prevenindo também a doença de descompressão e a narcose por nitrogênio. A utilidade do equipamento elimina a necessidade de que o usuário seja um habilidoso nadador.